# Rencontre internationale espérantophone

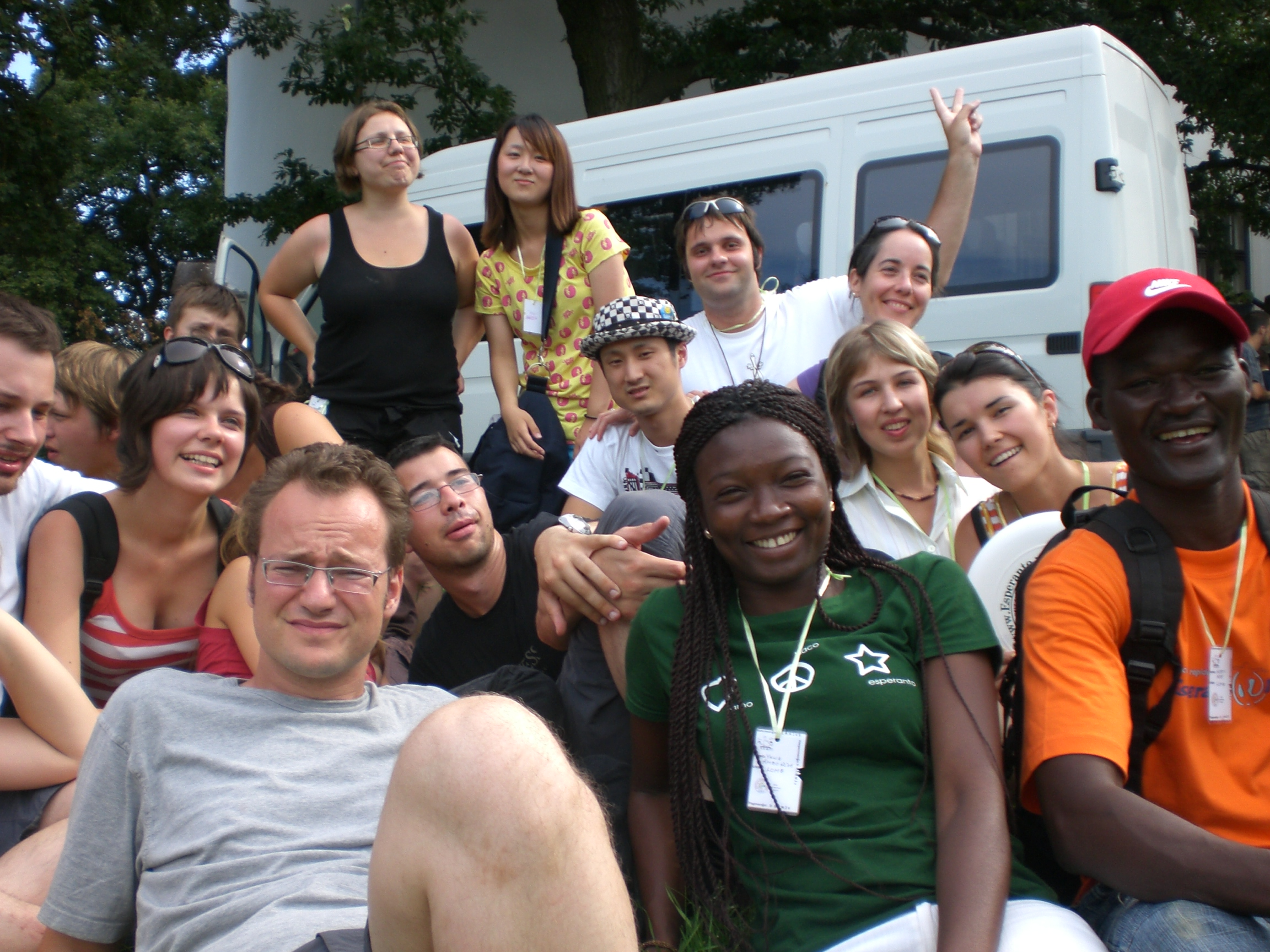
Participants à l'Internacia Junulara Kongreso (IJK) 2008 pendant une excursion au Lac Balaton.

Une rencontre internationale espérantophone (internacia Esperanto-renkontiĝo) est une rencontre qui rassemble pour une durée de quelques jours à une semaine, des participants de plusieurs nationalités dont la langue commune d’échange est l'espéranto. Il est d'usage de considérer que la première rencontre est le premier congrès mondial d'espéranto qui s'est tenu en 1905 à Boulogne-sur-Mer, bien que plusieurs rencontres informelles se soient tenues auparavant.

## Description
Une rencontre espérantophone peut prendre une multitude de formes et de durée, selon le pays où elle a lieu ou le thème choisi.
Ces rencontres peuvent avoir un caractère festif, culturel, professionnel, thématique ou être destinées à un public particulier (les jeunes par exemple). Certaines rencontres peuvent être ouvertes aux espérantophones débutants et prévoir des cours de différents niveaux.
Il existe des rencontres d'associations spécifiques (rencontres d'informaticiens, de catholiques, de cheminots, de journalistes…) ou des rencontres générales sans idéologie ou thème particulier qui réunissent typiquement quelques centaines de personnes pour une durée d'une semaine. L'inscription est généralement payante, et l'hébergement et le ravitaillement peut être pris en charge par l'organisation, qui dépend souvent de l'association locale d'espéranto.
D'autres animations sont organisées bénévolement à l'initiative de l'association organisatrice ou des participants, comme des cours d'autres langues, des pièces de théâtre, des cours de danse, du sport, du yoga, des discothèques, des concerts, de la musique, des jeux, de la projection de films, de l'informatique, des randonnées, des conférences sur des sujets divers. Par réaction à la tendance de certaines rencontres d'avoir un public assez âgé se sont créées des rencontres qui ciblent de par leurs activités un public plus jeune mais sont néanmoins ouvertes à tous. 
À travers toutes ces activités, l'accent est souvent mis sur la diversité et l'échange culturel aussi large que possible. Des rencontres ont lieu sur les cinq continents, mais sont beaucoup plus fréquentes sur le continent européen.

## Liste des rencontres espérantophones

### Géographiquement

#### Mondialement
- Congrès mondial d'espéranto (UK)

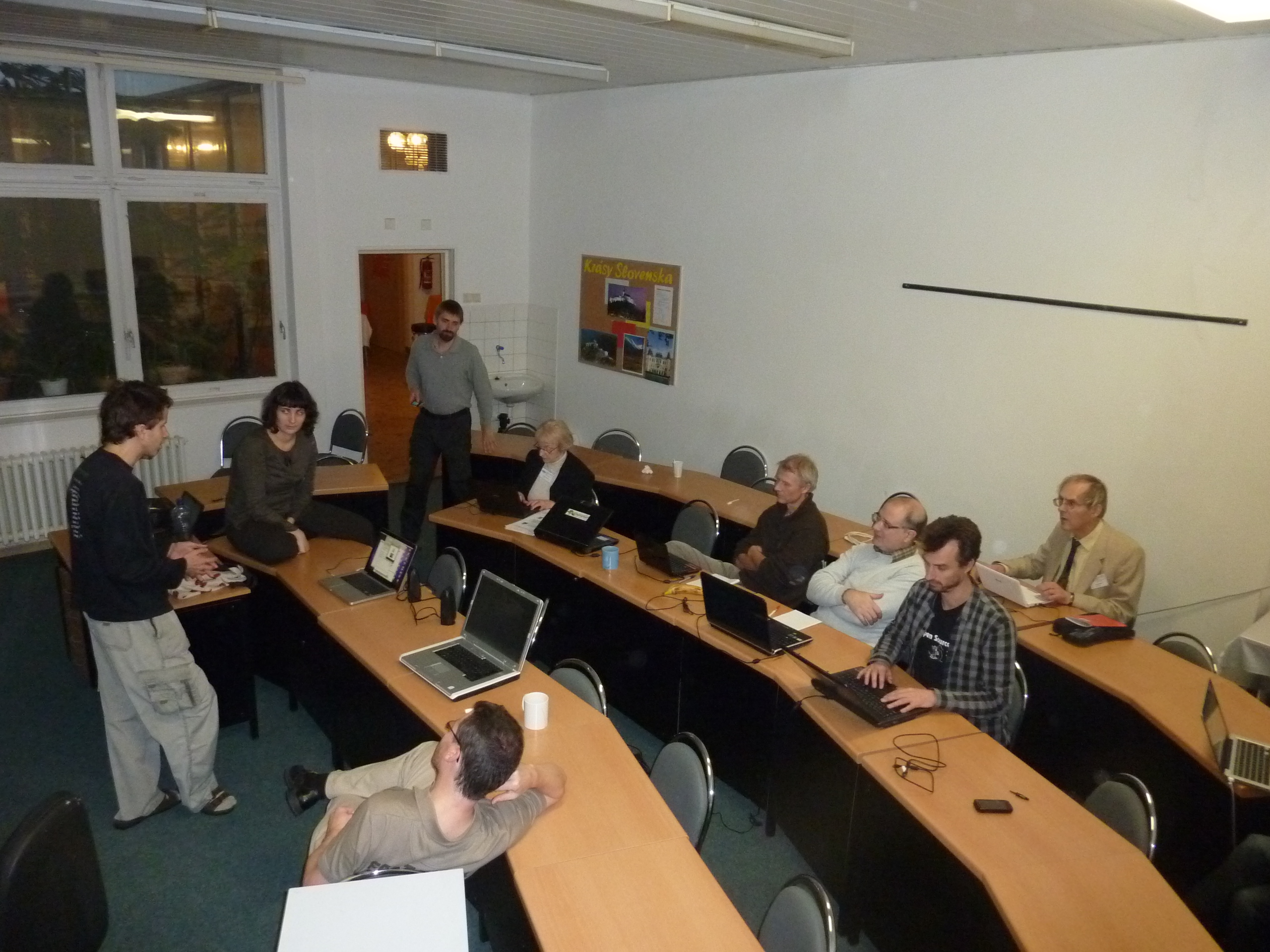
Colloque de linguistique informatique après la (Konferenco pri Aplikoj de Esperanto en Scienco kaj Tekniko, KAEST) lors du E@l 2010 à Modra, Slovaquie.

- Congrès international de la jeunesse (IJK)
- Internacia Infana Kongreseto (IIK)
- Internacia Literatura Forumo (ILF)
- ILEI-Kongreso (eo) (Congrès international des enseignants d’espéranto)
- Congrès de l'association mondiale anationale (SAT)
- Renkontiĝo de Esperantistaj Familioj (REF)
- TEJO-Seminario

#### Par continent
- Afrique : Afrika Kongreso de Esperanto (AKE)
- Amérique : Tut-Amerika Kongreso de Esperanto (TAKE)
- Asie : Azia Kongreso de Esperanto (AKE)
- Asie : Komuna Seminario (KS)
- Europe centrale : Junulara E-Semajno (JES)
- Moyen-Orient : Mezorienta Kunveno (MK)
- Méditerranée : Mediteranea Konferenco de Esperantologio (MKE)
- Amérique du Nord : Nord-Amerika Somera Kursaro (NASK)
- Amérique du Nord : Nord-Okcident-Regiona Esperanto-Konferenco (NOREK)
- Amérique du Nord : Aŭtuna Renkontiĝo de Esperanto (ARE)
- Océanie : Oceania Kongreso de Esperanto
- Scandinavie : Kultura Esperanto-Festivalo (KEF)

#### Par pays
- Allemagne :

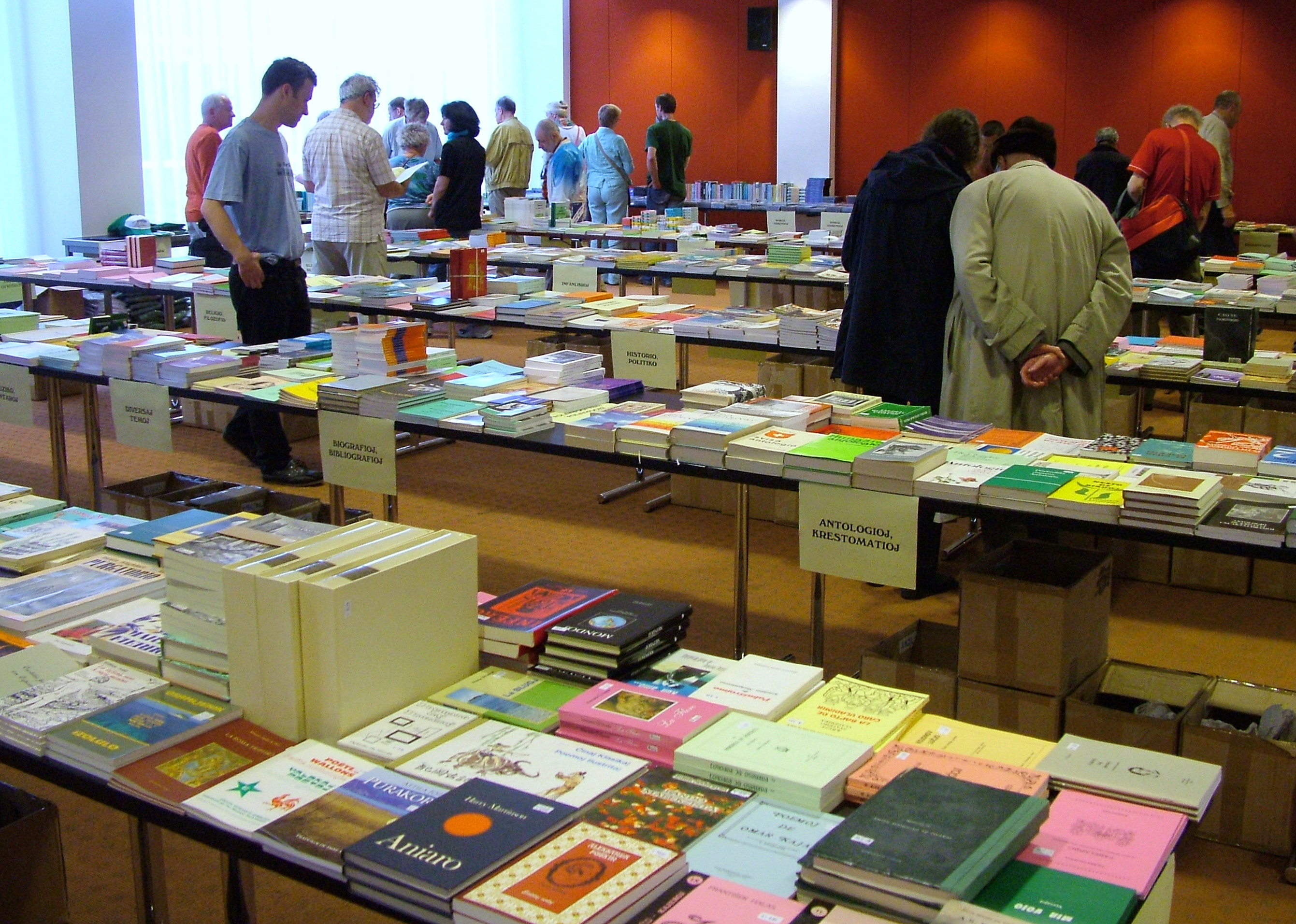
Les rencontres espérantophones peuvent être l'occasion d'acquérir des livres dans la langue autrement peu accessibles à part sur Internet.

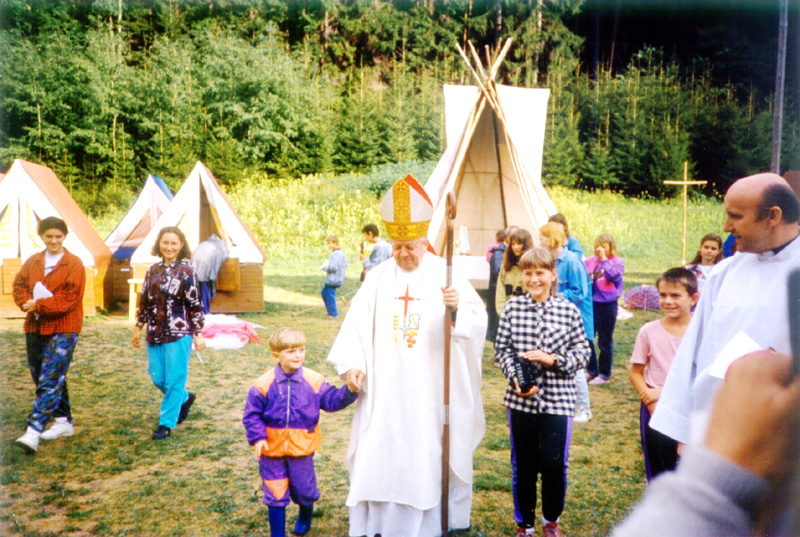
Camp espérantophone catholique pour enfants à Sebranice en République tchèque (1995).

  - Berlina Arbara Renkontiĝo (BARO) (entre Hanovre et Hameln)
  - Internacia Festivalo (IF)
  - Kafoklaĉa Internacia Somera Renkontiĝo (KISO)
  - Kafoklaĉo Kaj Ludoj dum REnkontiĝo Semajnfina (KoKoLoRES)
  - Novjara Renkontiĝo (eo) (NR)
  - Printempa Semajno Internacia (PSI)
  - Somera Esperanto Familia/Feria Tendaro (SEFT)
  - SOMERE
- Australie : Aŭstralia Esperanto-Somerkursaro
- Belgique : PSKK
- Brésil : Brazila Kongreso de Esperanto
- Canada : Mez-Kanada Renkontiĝo de Esperanto (MEKARO)
- Croatie/Slovénie : Montkabana renkontiĝo (MKR)
- Cuba :
  - Zamenhofa Metiejo.
  - Nacia Kongreso de KEA.
  - Nacia Ago-Tago
- États-Unis :
  - Junulara Esperantista Semajnfino (JES)
  - congrès national d'Esperanto-USA
- France :
  - congrès nationaux d'Espéranto-France
  - congrès de SAT-Amikaro
  - Bretona Bubado
  - Euroscola-en-Esperanto
  - FESTO
  - Internaciaj Renkontoj de Pluezek
  - KEFO
  - Kultura Arta Festivalo de Esperanto (KAFE)
- Hongrie :
  - Internacia Junulara Semajno (IJS)
  - Memzorga Lagumado (MELA)
- Italie :
  - Internacia Junulara Festivalo (IJF)
  - Itala Kongreso de Esperanto
- Japon : Transjara Kurskunveno de Esperanto
- Pays-Bas :
  - portes ouvertes du siège de l’Association mondiale d'espéranto
  - Printempa Renkontiĝo (PR)
- Pologne :
  - Artaj Konfrontoj en Esperanto (ARKONES)
  - Humura Esperantista Libera Aranĝo (HELA)
- Russie/Ukraine : Esperanto Lingvo Arta (EoLA)
- Russie :
  - Okcidenta somera esperantista tendaro (OkSEJT)
  - Rusiaj Esperanto-Tagoj (RET)
- Slovaquie : Somera Esperanto-Studado (SES)
- Suisse :
  - Kulturaj Monatfinoj de Kultura Centro Esperantista (KCE)
  - Kursoj de Kultura Centro Esperantista (KCE)

### Par groupes d'âges

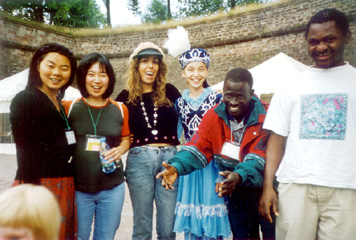
Quelques participants à l'IJK 2001 à Strasbourg (France).

#### Jeunes
- Bretona Bubado
- Euroscola-en-Esperanto
- FESTO en France
- Humura Esperantista Libera Aranĝo (HELA) en Pologne
- Internacia Junulara Festivalo (IJF) en Italie
- Internacia Junulara Kongreso (IJK)
- Internacia Junulara Semajno (IJS) en Hongrie
- Internaciaj Renkontoj de Pluezek en France
- Junulara E-Semajno (JES) en Europe centrale
- Junulara Esperantista Semajnfino (JES) aux États-Unis
- Kafoklaĉa Internacia Somera Renkontiĝo (KISO) en Allemagne
- Komuna Seminario en Asie
- Memzorga Lagumado (MELA)
- Montkabana renkontiĝo (MKR)
- Okcidenta somera esperantista tendaro (OkSEJT) en Russie
- Printempa Renkontiĝo (PR) aux Pays-Bas
- PSKK en Flandre (Belgique)
- TEJO-Seminario

#### Enfants

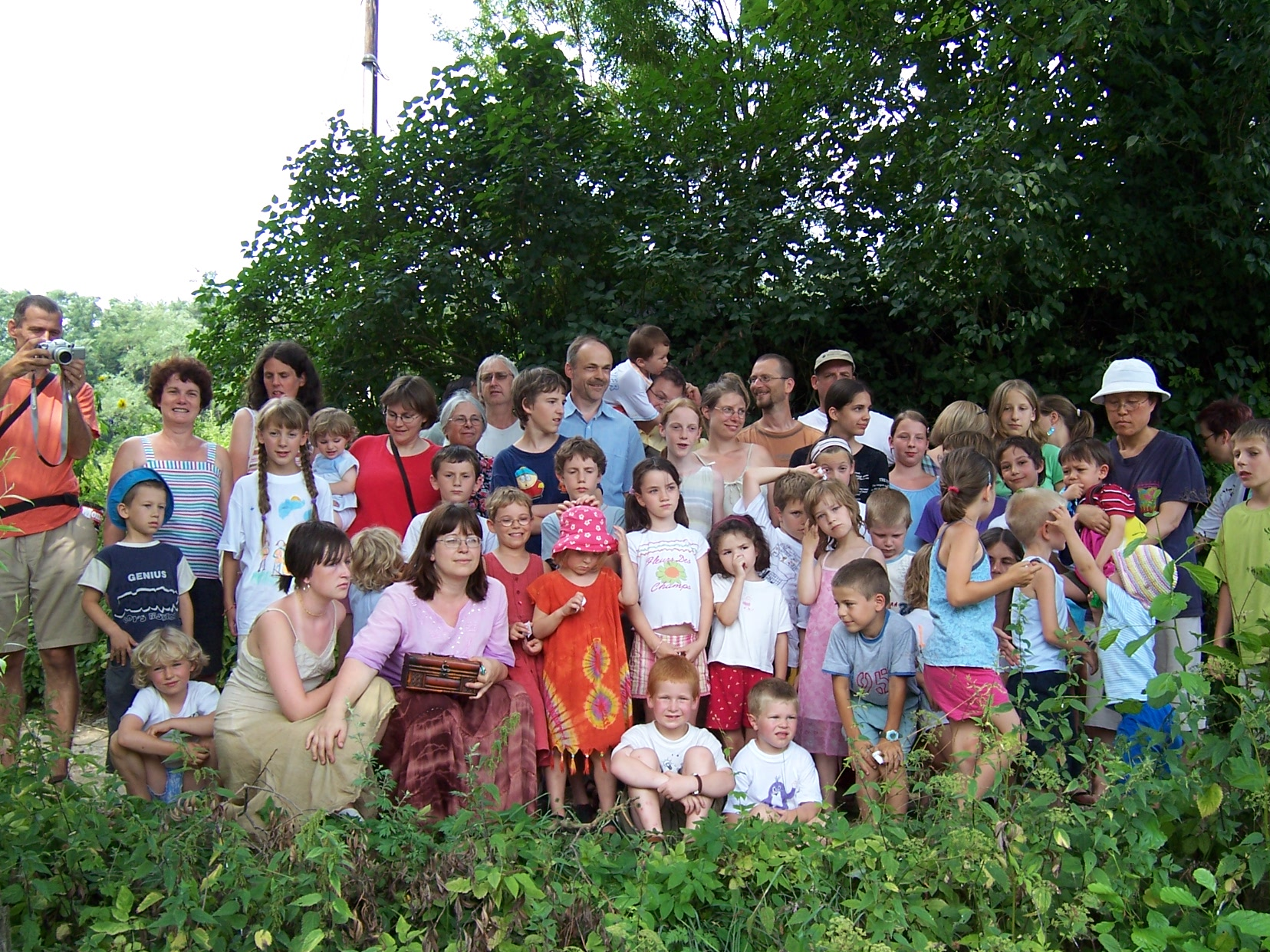
Rencontre familiales espérantophones en 2006 à Sedlice en Slovaquie.

- Berlina Arbara Renkontiĝo (BARO) en Allemagne (entre Hanovre et Hameln)
- Internacia Festivalo (IF) en Allemagne
- Internacia Infana Kongreseto (IIK)
- Novjara Renkontiĝo (NR) en Allemagne
- Printempa Semajno Internacia (PSI) en Allemagne
- Renkontiĝo de Esperantistaj Familioj (REF)
- SOMERE, rencontre d'EsperantoLand en Allemagne
- FRInGoJ, rencontre en Festa Renkonto Internacia de Geknaboj, festival pour enfants et adolescents (13-17 ans) en France.

### Autres classements

#### Général
- Azia Kongreso de Esperanto (AKE)
- Berlina Arbara Renkontiĝo (BARO) en Allemagne (entre Hanovre et Hameln)
- Bretona Bubado en France
- Euroscola-en-Esperanto
- FESTO en France
- Humura Esperantista Libera Aranĝo (HELA) en Pologne
- Internacia Festivalo (IF) en Allemagne
- Internacia Infana Kongreseto (IIK)
- Internacia Junulara Festivalo (IJF) en Italie
- Internacia Junulara Kongreso (IJK)
- Internacia Junulara Semajno (IJS) en Hongrie
- Junulara E-Semajno (JES) en Europe centrale
- Junulara Esperantista Semajnfino (JES) aux États-Unis
- KEFO en France
- Kafoklaĉa Internacia Somera Renkontiĝo (KISO) en Allemagne
- Komuna Seminario en Asie

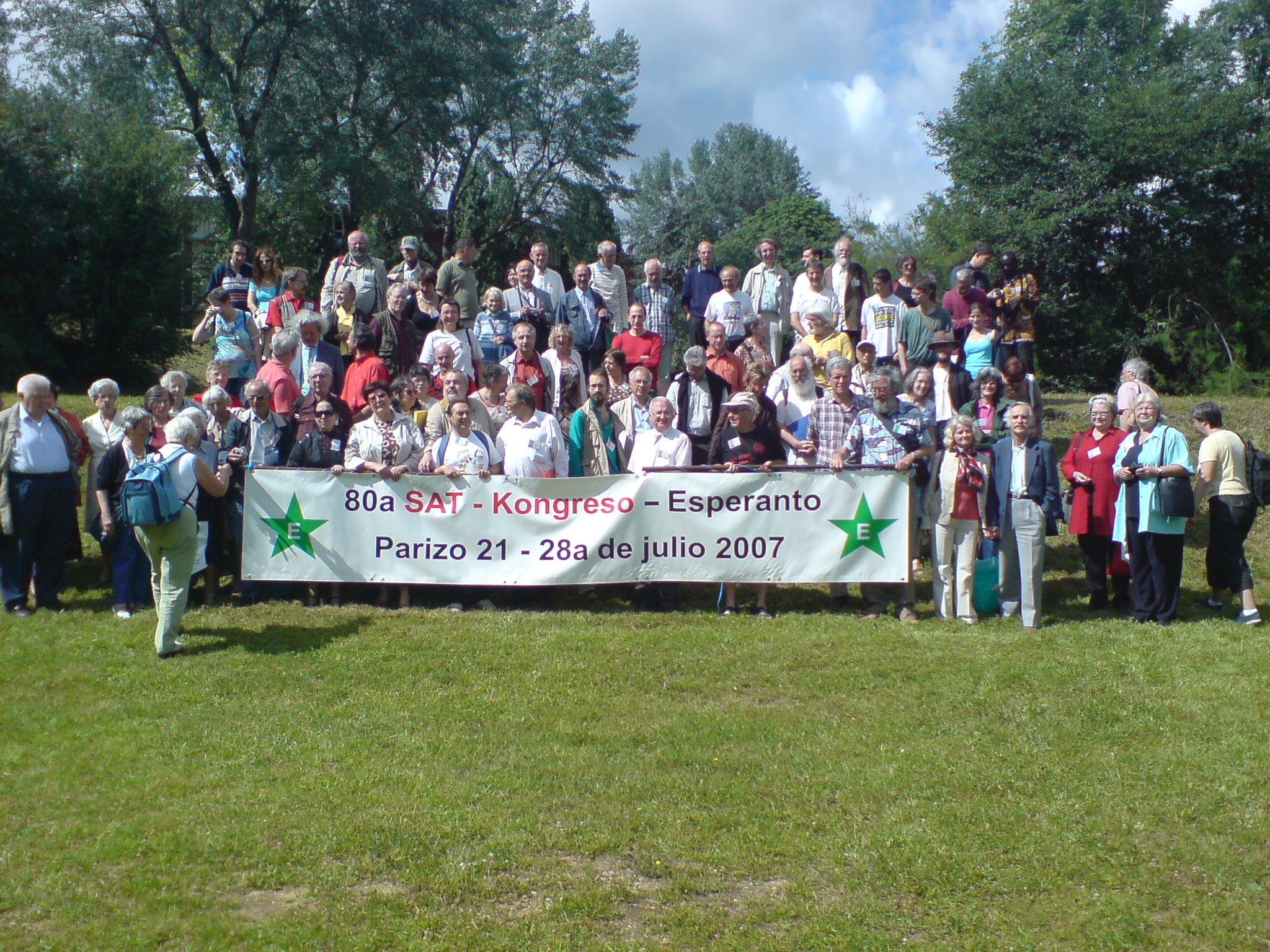
Rencontre anationaliste de SAT (2007).

- Landa Kongreso de ELNA d'Esperanto-USA
- Memzorga Lagumado (MELA)
- Montkabana renkontiĝo (MKR)
- Novjara Renkontiĝo (NR) en Allemagne
- Oceania Kongreso de Esperanto en Océanie
- Okcidenta somera esperantista tendaro (OkSEJT) en Russie
- Printempa Renkontiĝo (PR) aux Pays-Bas
- Printempa Semajno Internacia (PSI) en Allemagne
- PSKK en Flandre (Belgique)
- Renkontiĝo de Esperantistaj Familioj (REF)
- SOMERE en Allemagne
- Tut-Amerika Kongreso de Esperanto (TAKE)
- Congrès mondial d'espéranto

#### Culturel
- Artaj Konfrontoj en Esperanto (ARKONES) en Pologne
- Esperanto Lingvo Arta (EoLA)
- Internacia Literatura Forumo (ILF)
- Kultura Arta Festivalo de Esperanto (KAFE)
- Kultura Esperanto-Festivalo (KEF) en Scandinavie
- Les fins de mois culturels du Kultura Centro Esperantista (KCE) en Suisse

#### Sur le mouvement
- TEJO-Seminario

#### Par thèmes
- espérantologie (eo) : Mediteranea Konferenco de Esperantologio (MKE)
- Informatique : E@l
- Jeux : Kafoklaĉo Kaj Ludoj dum REnkontiĝo Semajnfina (KoKoLoRES) en Allemagne
- Anationalisme : Congrès de l'association mondiale anationale (SAT)
- Science et technologie : conférence pour l'application de l'espéranto en sciences et technologie (eo) (KAEST)[1]

#### Cours
- Aŭstralia Esperanto-Somerkursaro
- Kursoj de Kultura Centro Esperantista (KCE)
- Nord-Amerika Somera Kursaro (NASK)
- Somera Esperanto-Studado (SES)
- Transjara Kurskunveno de Esperanto